# ハロルド・ラスキ
ハロルド・ジョセフ・ラスキ（英語: Harold Joseph Laski, 1893年6月30日 - 1950年3月24日）は、多元的国家論を唱えた英国の政治学者。労働党の幹部でもあった。

## 経歴
1893年、マンチェスターでポーランド系ユダヤ人の家庭に生まれる。オックスフォード大学で学ぶ。カナダ・マギル大学、ハーヴァード大学、ロンドン・スクール・オブ・エコノミクス（LSE）などで教鞭をとる。　
1912年、フェビアン協会を通じて、労働党に入党。1934年のソ連訪問後、マルクス主義に傾倒。英国では戦時中極めて評価が高く、戦後にはロンドン・スクール・オブ・エコノミクス政治科学部長を務めた。党規約では最も地位が高い労働党全国執行委員長として大きな力を持った。ジャワハルラール・ネルーにも影響を与えている。
1950年3月24日、ロンドンにて56歳で死去した。

## 政治信条
初期の著作においてラスキは、多元主義を標榜している。国家は最高権力とはみなされず、個人はまず、地方公共団体やより専門的に分化したクラブや労働組合など、それぞれの小規模な組織に帰属するものとする。その上で国家は、そのような個人とより周縁的な組織との関係を尊重しなければならない、として多元主義と分権化を提唱した。
その後、ラスキは次第にマルクス主義に傾倒するようになり、生産手段の国有化に基づく計画経済を主張するようになる。強圧的な国家権力に代わって、国際的な連帯による協同社会が発展してゆくことを通じて、社会福祉の重要性を説いた。また、資本家階級が譲歩することがないとすれば、暴力という手段によってしか国際的な協同社会に到達することはできないとも考えた。しかし同時に、ラスキは個人の自由や表現・言論の自由、代議制による民主主義も擁護した。当初、ラスキは国際連盟が民主主義による平和な国際社会をもたらすものと期待していた。しかし1920年代後半以降、彼の政治信条は次第に過激化してゆき、既存の主権国家による国際秩序を超越してゆくためには、資本主義そのものを乗り越える以外に方法はないと考えるようになった。1932年には、イギリス労働党内の左派派閥である「社会主義者連盟 Socialist League」に加入し、イギリスの研究者や教育者らを社会主義の大義に向けて動員しようと試みた。ラスキは、1939年8月に締結された独ソ不可侵条約に失望し、1941年にイギリスのLeft Book Clubから出版された評論集「左翼の裏切り Betrayal of the Left」(編者ヴィクター・ゴランツやジョージ・オーウェルらが寄稿)に序文を寄せ、無念を表明した。
1939年に第二次世界大戦が始まり、1941年にアメリカ合衆国が参戦すると、ラスキはアメリカの連合国への貢献を強力に声援する多くの評論や記事を執筆・投稿した。アメリカ各地を移動しながら精力的に講義・講演を行ない、その間にアメリカの法学者フェリックス・フランクファーターやジャーナリストのエドワード・R・マローやエリック・セヴァライドらに大きな影響を与えた。晩年のラスキは、1948年のチェコスロバキア政変などに象徴される東西冷戦に幻滅することになった。イギリスの作家ジョージ・オーウェルは、ラスキを「忠誠心において社会主義者であり、気質において自由主義者」であると評した。

### シオニズムと反カトリシズム
ラスキはユダヤ人として常に一貫してシオニストであり、ユダヤ人であることを自覚していたが、しかし伝統的なユダヤ教は抑圧的であると感じていた。1946年、ラスキはラジオ番組の中で、カトリック教会は民主主義に反するという見解を示し、「ローマ・カトリック教会と和解するなんて不可能だ。人類の精神にふさわしい全てのものにとって、永遠の敵の一つだ」とコメントした。

## 著書
- 『共産主義論』（聚英閣、1928年）
- 『政治学範典』（春秋社, 1932年）
- 『現代革命の考察 （上・下）』（みすず書房, 1950年）
- 『近代国家における自由』（岩波書店, 1951年／岩波文庫, 1974年）
- 『共産党宣言への歴史的序説』（法政大学出版局, 1951年）
- 『ヨーロッパ自由主義の発達』（みすず書房, 1951年）
- 『カール・マルクス』（理想社, 1952年）
- 『政治学大綱 （上・下）』（法政大学出版局, 1952年、新版1981年ほか）
- 『国家――理論と現実』（岩波書店, 1952年、復刊1992年ほか）
- 『アメリカ・デモクラシー』（みすず書房, 1952年）
- 『フランス革命と社会主義』（創文社, 1956年）
- 『危機にたつ民主主義』（ミネルヴァ書房, 1957年）
- 『信仰・理性・文明――ある歴史的分析の試みとして』（岩波書店, 1957年、復刊1992年ほか）
- 『議会・内閣・公務員制』（岩波書店, 1959年）
- 『政治学入門』（東京創元社, 1960年、新版1986年）
- 『岐路に立つ現代――歴史的論考』（法政大学出版局, 1960年）
- 『危機のなかの議会政治』（法律文化社, 1964年）
- 『マルクスと現代』（ミネルヴア書房, 1969年）
- 『議会政治の崩壊と社会主義』（法律文化社, 1978年）
- 『イギリスの議会政治――1つの評釈』（日本評論社, 1990年）
- 『ファシズムを超えて』（早稲田大学出版部, 2000年、新版2009年）